# مکرم طالبانی
مکرم شیخ جمال طالبانی (به انگلیسی: Mukarram Talabani؛ زادهٔ ۱۹۲۳ – درگذشتهٔ ۲۴ ژانویهٔ ۲۰۲۵) سیاستمدار و از رهبران حزب کمونیست عراق بود.

## زندگی
مکرم شیخ جمال طالبانی، در سال ۱۹۲۳ در عراق به دنیا آمد. در سال ۱۹۴۶ از دانشگاه بغداد دانش‌آموخته شد. او در میان گروهی از وکلا بود که از یوسف سلمان یوسف، رهبر کمونیست عراق، ملقب به «فهد» در سال ۱۹۴۷ دفاع کرد.
مکرم طالبانی در دوران پادشاهی به زندان و تبعید محکوم و مجبور به تغییر محل اقامت خود شد. پس از اعلام جمهوریت در عراق از ۱۹۱۹ تا ۱۹۵۹ به شغل اداری پرداخت و از ۱۹۵۸ تا کودتای ۱۹۶۳ به عنوان بازرس کل وزارت کشاورزی مشغول به کار بود. او پس از کودتا دستگیرشده و ۳ سال در زندان بود.
در سال ۱۹۷۲ به عنوان وزیر منابع آبی به همراه عامر عبدالله در رابطه با منشور ملی اقدام جبههٔ ملی، بین حزب عربی سوسیالیستی بعث و حزب کمونیست عراق ایفای نقش نمود.
مکرم طالبانی سپس برای ادامه تحصیل به شوروی رفت و در سال ۱۹۷۳ دکترای خود را در رشتهٔ علوم اقتصادی از شوروی دریافت کرد. موضوع پایان‌نامهٔ او اصلاحات ارضی و تحولات اجتماعی در عراق بود. سپس برای دریافت دومین دکترای خود در سال ۱۹۷۵ پایان نامهٔ خود را با موضوع مالکیت دوگانه در بین‌النهرین نوشت.
مکرم طالبانی در سال ۱۹۷۸ به عنوان وزیر حمل و نقل منصوب شد تا سال ۱۹۷۹ که استعفا داد در همین سمت بود.

## درگذشت
طالبانی در ۲۴ ژانویهٔ ۲۰۲۵، در سن ۱۰۱ سالگی درگذشت.